# Mronjo
Mronjo is een bestuurslaag in het regentschap Blitar van de provincie Oost-Java, Indonesië. Mronjo telt 5280 inwoners (volkstelling 2010).